# Pismo patrijarha Pavla lordu Carringtonu
Pismo srpskog patrijarha Pavla britanskom lordu Carringtonu je napisano krajem 1991. godine tijekom velikosrpske agresije. Peter Carington je bio tadašnji predsjednik Međunarodne mirovne konferencije o bivšoj Jugoslaviji. Patrijarh Srpske pravoslavne Crkve Pavle ovim pismom uvjerava Carringtona i međunarodnu zajednicu da svi Srbi imaju pravo okupiti se pod zajednički krov sa Srbijom.
Pavle je objašnjavao britanskom lordu da su u Jugoslaviji "Srbi bili prisiljeni da žive zajedno sa Hrvatima". U pismu dalje kaže da: "Srbi više ne mogu da žive zajedno sa Hrvatima" i da "Dijelovi Hrvatske moraju biti pripojeni matici srpskog naroda, Republici Srbiji". U ovom pismu patrijarh Pavle otvoreno govori da se velik dio teritorija Hrvatske mora "naći pod zajedničkim državnim krovom sa današnjom Srbijom i svim srpskim krajinama".
Patrijarh u pismu lordu Carringtonu objašnjava da svoju braću "iste vjere i krvi" koja žive u Hrvatskoj "srpska država i srpski narod moraju zaštititi svim legitimnim sredstvima, uključujući i oružanu samoodbranu".
Patrijarhovo pismo lordu Carringtonu je objavljeno na naslovnoj strani "Pravoslavlja" od 1. studenog 1991. godine.

## Tekst pisma
“Po drugi put u ovom veku srpski narod je suočen s genocidom i izgonom s teritorija na kojima je vekovima živeo. Prvi put se to dogodilo tokom Drugog svetskog rata, pod tzv. Nezavisnom Državom Hrvatskom,' preko 700.000 Srba zaklano je i umoreno. S ponovnim proglašavanjem nezavisnosti Hrvatske i izričitim priznanjem njenog predstavnika Franje Tuđmana da je tzv. NDH njena preteča u tom navodno neprekinutom hilja dugodišnjem kontinuitetu hrvatske državnosti, započelo je novo, a po mogućim posledicama možda i pogubnije stradanje Srba u Hrvatskoj.
Ti naši sunarodnici, iste vere i krvi, suočeni su sa sledećim kobnim izborom: ili će se oružjem u ruci izboriti za opstanak u istoj državi s maticom srpskog naroda, ili će biti prisiljeni da se iz te nove Nezavisne Države Hrvatske pre ili posle isele. Trećeg nema. Za to ih srpska država i srpski narod moraju zaštititi svim legitimnim sredstvima, uključujući i oružanu samoodbranu srpskih života i svih srpskih krajina. Teritorije na kojima je srpski narod vekovima živeo i na kojima je aprila 1941. imao etničku većinu pre genocida izvršenog nad njim od strane hrvatskih kvinsliških vlasti, ne mogu ostati u sastavu bilo kakve nezavisne Hrvatske, već sc moraju naći pod zajedničkim državnim krovom s današnjom Srbijom i svim srpskim krajinama.
Vreme je da se shvati da žrtve genocida i njegovi negdašnji, a možda i budući, vinovnici ne mogu više živeti zajedno. Posle Drugog svetskog rata niko nije prisiljavao Jevreje da žive zajedno s Nemcima u istoj državi. Srbi su, međutim, bili prisiljeni da žive zajedno s Hrvatima, doduše u okviru Jugoslavije...
Granice te Hrvatske nisu ni istorijske ni etničke, nego određene voljom Josipa Broza - Tita, vođe komunističke revolucije u Jugoslaviji, a Hrvata po narodnosti. Onog trenutka kad su Hrvati proglasili nezavisnost takve Hrvatske, Srbi u Hrvatskoj su, koristeći to isto pravo naroda na samoopredeljenje do otcepljenja, odlučili da žive u krnjoj Jugoslaviji, odnosno u državi u kojoj će biti matica srpskog naroda. U protivnom, pre ili posle bili bi izloženi zatiranju svog nacionalnog identiteta, svoje vere i imena, a možda i progonstvu i fizičkom istrebljenju. Onima koji su vekovima unijatili i pokrštavali, a u Drugom svetskom ratu i fizički zatirali Srbe samo zbog toga što su Srbi i pravoslavni, više se ne može verovati.
Srpska pravoslavna crkva ovim se ne zalaže samo za istorijska i demokratska prava srpskog naroda već želi da stane na stranu pravde i istine, univerzalnih i hrišćanskih principa, na kojima bi morali da se zasnivaju odnosi među ljudima i narodima.”

## Epilog
15. ožujka 1999. godine, prigodom svoje prve posjete nakon rata Zagrebu, patrijarh Pavle je potpuno promijenio ranije iznesene stavove, i savjetovao je Srbe da budu lojalni građani Hrvatske: 

## Vanjske poveznice
- Udruga građana za zaštitu ljudskih prava